# Ільхурі-Алінь
Ільхурі́-Алі́нь — хребет на північному сході Китаю, північно-східний відріг Великого Хінгану. Довжина близько 200 км, висота до 1290 м. 
Складений гнейсами, гранітами і молодими ефузивами. Уздовж північного і південних підніжжь проходять пояси розломів. Південні схили покриті березовими і дубовими лісами, північні — модриновою тайгою на мерзлих ґрунтах.